# Осма врата
Осма врата је  југословенски и српски црно-бели филм снимљен 1959. године. По жанру је мешавина драме, трилера и ратни филм. Продуцент филма је Никола Танхофер, док је сценарио писао Миодраг Ђурђевић. Филм је сниман у студију Авала филма.

## Кратак садржај
Радња филма смештена је у Београду за време немачке окупације у Другом светском рату. Главни лик је Предраг Симоновић, кога тумачи Миливоје Живановић и он је професор кога се политика и рат не тичу, али стицајем околности долази до листе припадника покрета отпора и постаје умешан.
Крије бележницу коју му је ставио у џеп рањени илегалац бежећи од полиције. Бележница садржи имена илегалаца и сарадника покрета отпора које треба обавестити да им прети хапшење. Но полиција посумња на професора и хапси га.

## Улоге
| Глумац              | Улога             |
| ------------------- | ----------------- |
| Миливоје Живановић  | Предраг Симоновић |
| Нада Шкрињар        | Госпођа Симоновић |
| Љиљана Крстић       | Служавка Марица   |
| Јован Милићевић     | Агент Миле        |
| Милан Пузић         | Агент Чеда        |
| Милан Срдоч         | Човек из трамваја |
| Маријан Ловрић      |                   |
| Павле Вуисић        | Жандарм           |
| Слободан Перовић    | Бегунац Игор      |
| Слободан Стојановић |                   |
| Нева Росић          | Вера Симоновић    |
| Рада Ђуричин        | Жена у црнини     |

Комплетна филмска екипа  ▼
| Редитељ                   | Никола Танхофер         |                                            |
| Сценариста                | Миодраг Ђурђевић        | (писац)                                    |
| Композитор                | Драгутин Савин          |                                            |
| Директор фотографије      | Миленко Стојановић      | директор фотографије (као Миша Стојановић) |
| Монтажер                  | Радојка Танхофер        | (као Радојка Иванчевић)                    |
| Сценограф                 | Властимир Гаврик        |                                            |
| Уметнички директор        | Слободан Мијачевић      |                                            |
| Декоратер сцене           | Сава Стошић             |                                            |
| Костимограф               | Мира Глишић             |                                            |
| Одсек за шминку           | Иван Лалић              | шминкер                                    |
| Одсек за шминку           | Ванда Петровић          | шминкерка                                  |
| Менаџер продукције        | Бранислав Дрљевић       | помоћник организатора                      |
| Менаџер продукције        | Александар Миловановић  | помоћник директора филма                   |
| Менаџер продукције        | Жарко Павловић          | вођа снимања (као З. Павловић)             |
| Менаџер продукције        | Миленко Станковић       | директор филма                             |
| Менаџер продукције        | Радоје Вилотијевић      | помоћник организатора                      |
| Помоћник режије           | Стипе Делић             | помоћник редитеља                          |
| Помоћник режије           | Миомир Мики Стаменковић | помоћник редитеља                          |
| Одсек за звук             | Радивој Вујић           | тон мајстор (као Раша Вујић)               |
| Одсек за камеру и расвету | Јован Керекеш           | вођа расвете                               |
| Одсек за камеру и расвету | Радош Лужанин           | пратилац камере                            |
| Одсек за камеру и расвету | Душан Недељковић        | пратилац камере                            |
| Одсек за камеру и расвету | Бранко Тодоровић        | фотограф                                   |
| Одсек за монтажу          | Иванка Гуложнић         | асистент монтажера                         |
| Музички одсек             | Љиљана Поповић          | музички сарадник                           |
| Остала екипа              | Иванка Форенбацхер      | секретар режије                            |